# کمیته عالی عرب

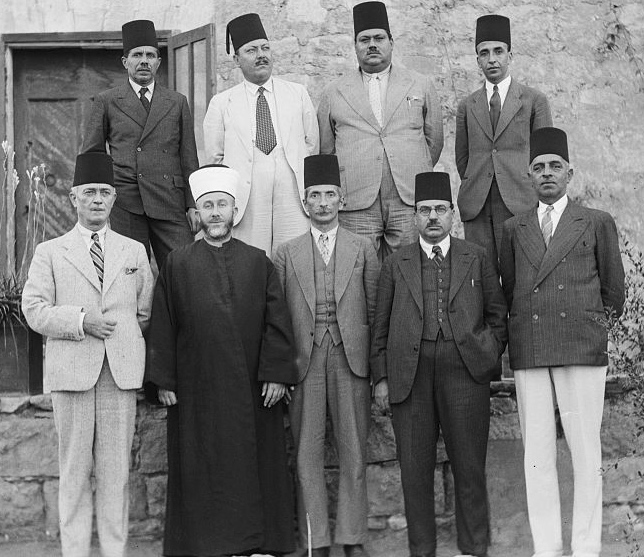
اعضای کمیته عالی عرب، ۱۹۳۶. از صف جلوئی از چپ به راست: راغب النشاشیبی، امین الحسینی، احمد حلمی باشا، مدیر کل بانک عربی قدس، عبد اللطیف بک الصلاح، رئیس حزب ملی عربی، والفرد روک.

کمیته عالی عرب (به عربی:اللجنة العربیة العلیا) رژیم سیاسی فلسطینیان در دوران قیمومت بریتانیا بر این کشور است. در تاریخ ۶ آوریل ۱۹۳۶ با تلاش مفتی قدس، امین الحسینی تأسیس شد و متشکل از رهبران عشایر و طوایف فلسطینی بود. رهبری آن را نیز امین الحسینی بر عهده داشت.